# Брянский государственный цирк
Брянский государственный цирк — цирк города Брянска, находящийся в непосредственном подчинении Росгосцирка.

## История здания
Год постройки: 1974 г. Адрес: г.Брянск, проспект Ленина, дом 69.
        Здание цирка украшает Брянск. Оригинальна его конструкция, просторны светлые холлы, нарядны облицованные мрамором лестницы. Купол отделан алюминием. Это одно из самых вместительных зрелищных помещений Брянска – 1970 человек. Автор проекта архитектор Г.В. Наприенко. Здание цирка было принято в эксплуатацию 30 декабря 1974 года. Первое представление здесь состоялось 10 апреля 1975 года. 
      Проект цирка разработан в 1966 году в московском "Гипротеатре", как проект для повторного многократного применения. "Братьев" Брянского цирка можно встретить и в других городах России. 
      Здание цирка лишено привычного, годами сложившегося образа. С внешней стороны на нем не видно традиционного купола. Овальный в плане объем здания имеет седловидное покрытие, образованное стальными тросами, натянутыми между противоположно наклоненными железобетонными арками. По этим тросам (они называются вантами) положены сборные железобетонные плиты, несущие кровлю. Здание напоминает колоссальную форменную фуражку. Тыльная сторона ее гигантским витражом - остеклением между колонн - открывает интерьер цирка, его фойе и вестибюль, в сторону проспекта, объединяя внутреннее пространство здания с простором площади. Вместо "козырька фуражки" расположены гостиница для артистов и обслуживающие, подсобные помещения большого хозяйства цирка (мастерские, фуражные, конюшни, шорные). 
      Своеобразное объемное построение цирка вызвано многоцелевым использованием здания. Оно может работать не только по своему прямому призванию - показу цирковых программ. В нем можно посмотреть широкоформатный кинофильм, послушать концерт, "поболеть" на спортивных состязаниях, увидеть балет на льду. 
      В связи с разнообразным использованием здания, внутренняя планировка его тоже отошла от цирковых традиций. Манеж смещен в сторону артистического выхода, что позволило зрителям иметь возможность прямого видения. Но какой же цирк без купола? Этой важной традиции отдана дань уважения: над ареной сделан небольшой купол, и выражение "под куполом цирка" сохраняется в силе. 
      Творческий подход к решению сложных задач и специфика здания, имеющего большой зал, помогли создать запоминающийся образ здания цирка, который оттеняется маловыразительным фоном типовых пятиэтажек. 
      Строился цирк с тем расчетом, чтобы приезжали люди из близлежащих городов - Орла, Смоленска, Калуги. И действительно, приезжают из этих городов и получают громадное удовольствие.
      Ежегодно более 500 тыс. его зрителей смотрят прекрасные представления Брянского цирка, а также артистических трупп из разных регионов и стран. Им были показаны самые высокие образцы циркового искусства самых различных жанров. На арене нашего цирка выступали народные артисты СССР Михаил Румянцев - Карандаш, Олег Попов, Владимир Оскал-Оол, народные артисты СССР Мстислав Запашный и Эмиль Кио, Илья Символоков, Маргарита Назарова, Иван Рубан, знаменитые канатоходцы Магомедовы, эквилибристы Эдуарда Вернадского, акробаты на верблюдах - группа "Кадыр-Гулям", известные мастера арены Степан Исакян, Байрам Аннаев, Виктор Шемшур, Тамерлан Нугзаров, Евгений Майхровский... 
      Брянский зритель познакомился со знаменитой семьей наездников-джигитов Кантемировых, замечательным коллективом аттракциона "Русская тройка" под руководством народного артиста СССР Н. Олховикова, с искрометным и зажигательным шоу братьев Александра и Аркадия Шатировых. Почти все лучшее, что было в отечественном цирке, зрители могли увидеть в своем городе. Перед брянцами выступала первая из наших соотечественниц - дрессировщиц хищных зверей, первая артистка цирка, удостоенная звания Героя Социалистического Труда, Ирина Николаевна Бугримова.
После распада Советского Союза интерес зрителя к цирковому искусству значительно снизился. Однако с 20-х годов XXI века цирк вновь стал занимать лидирующие позиции в культурной жизни Брянска и Брянской области. Это вызвано в первую очередь активизацией в социальных сетях; разработкой новых уникальных проектов,таких, как "Живая Стена" (фестиваль изобразительного искусства на одной из внешних стен цирка); облагораживанием территории как в самом здании, так и на прилегающей местности. 

## Первый фестиваль циркового искусства в Брянске
В октябре 2011 года состоялось мероприятие: «Первый фестиваль циркового искусства в Брянске».

## Звезда Брянского цирка
В феврале 2012 года состоялось вручение приза «Звезда Брянского цирка». Обладателем  приза стал Народный артист России Алексей Сарач.

## Первый фестиваль авторского изобразительного искусства "Живая стена"
4 августа 2023 года состоялось уникальное событие, подарившее городу Брянск еще одну достопримечательность. На одной из стен цирка мастера street art нанесли изображения на цирковую тематику.

## Стена "Наследи"
Еще одна достопримечательность Брянской области. 14 января 2024 года в фойе Брянского цирка открылась стена, на которой отпечатки своих ладоней оставляют известные люди современности. Первым открыл стену Заслуженный артист России Тигран Акопян. На достопримечательности также появились отпечатки Героя России Андрея Анатольевича Фроленкова, Первого заместителя ФКП "Росгосцирк" Татьяны Владимировны Бушковой и итальянского дрессировщика Davio Togni.